# Sam Edwards
Sam Edwards, född den 26 maj 1915 i Macon, Georgia, död den 28 juli 2004 i Durango, Colorado, var en amerikansk film- och TV-skådespelare.

## Filmografi i urval

### Filmer
- 1942 – Bambi – Thumper som vuxen
- 1948 – Gatan utan namn – Whitey
- 1948 – Män utan heder – Ordförande i YAA
- 1948 – Grevinnan av Monte Cristo – Portier
- 1949 – Blodig gryning – Birdwell
- 1950 – Pappa i trotsåldern – Parkeringsvakt
- 1951 – Operation i Stilla Havet – Junior
- 1951 – Attack i luften – Junior
- 1954 – Vittne till mord – Tommy
- 1955 – Rymdens tigrar – Radioman
- 1956 – Djävulsön – Soames
- 1958 – Vredens män – Crazy
- 1958 – Sista torpeden – Coleman
- 1961 – Den tankspridde professorn – Militärradiosändare
- 1963 – Jagad av agenter – Reporter
- 1970 – Galningar på krigsstigen – Sam
- 1975 – Den äventyrliga flykten – Kamrat
- 1981 – Postmannen ringer alltid två gånger – Biljettförsäljare

### TV-serier
- 1958–1974 – Krutrök –  Binders/Joe Shaw/Morff/chaufför/telegrafist/fyllo/1st Wolfer/Travis (8 avsnitt)
- 1965 – Familjen Flinta (TV-serie) – Brevbärare/agent/Marv (1 avsnitt)
- 1971 – På farligt uppdrag (TV-serie) – Fyllo (1 avsnitt)
- 1972 – Hawaii Five-O (TV-serie) – Johnny Arnett (1 avsnitt)
- 1978–1983 – Lilla huset på prärien – Brevbärare/Bill Anderson (7 avsnitt)
- 1980 – På första sidan (TV-serie) – John Gill (1 avsnitt)
- 1981 – Gänget och jag (TV-serie) – Doktor Abner (1 avsnitt)

### Webbkällor
- Sam Edwards på Internet Movie Database (engelska)
- Sam Edwards på Svensk Filmdatabas